# センダイムシクイ
センダイムシクイ（仙台虫喰、Phylloscopus coronatus）は、鳥綱スズメ目ムシクイ科ムシクイ属に分類される鳥類。

## 分布
インドネシア、カンボジア、シンガポール、タイ王国、大韓民国、中華人民共和国、朝鮮民主主義人民共和国、日本、バングラデシュ、ベトナム、マレーシア、ミャンマー、ラオス、ロシア東部
中華人民共和国北東部・日本・ロシア南東部・朝鮮半島で繁殖し、冬季になるとマレー半島・ジャワ島・スマトラ島などの東南アジアで越冬する。日本には繁殖のため九州以北に飛来（夏鳥）する。

## 形態
ムシクイ類は種毎の外部形態の差が極めて小さく、鳴声を別にすれば、野外識別の難しいグループである。本種は全長12.5cm。上面は淡い緑褐色で覆われる。下面は白い羽毛で覆われ、体側面から腹部にかけての羽毛は黄色や緑褐色みを帯びる。嘴の基部から正中線を通り後頭部へ続く筋状の斑紋（頭央線）は不明瞭な淡白色で、頭央線が後頭にしかない個体もいる。眼上部にある眉状の斑紋（眉斑）は淡黄色で明瞭。大雨覆には淡黄色の斑紋が入る。
上嘴の色彩は黒褐色で、下嘴の色彩はオレンジ色。後肢の色彩は褐色。

## 分類
以前はP. occipitalisに対応した和名がセンダイムシクイだった。しかし分布域東部の亜種センダイムシクイ（P. o. coronatus）が独立種とされたため、現在はP. coronatusに対応した和名がセンダイムシクイとされている。

## 生態
落葉広葉樹林に生息する。群れは形成せず単独かペアで生活する。
食性は動物食で、昆虫、節足動物などを食べる。樹上を徘徊しながら木の葉の裏にいる獲物を捕食する。
繁殖形態は卵生。植物の根元に枯れ葉などを集めた球状の巣を作り、5 - 6月に1回に4 - 6個の卵を産む。抱卵期間は13 - 16日、雛は孵化してから約14日で巣立つ。ツツドリに托卵の対象とされることもある。

## 人間との関係
囀りを日本語に置き換えた表現（聞きなし）として「焼酎1杯グイ」「鶴千代君（つるちよぎみ）」がある。

## 画像

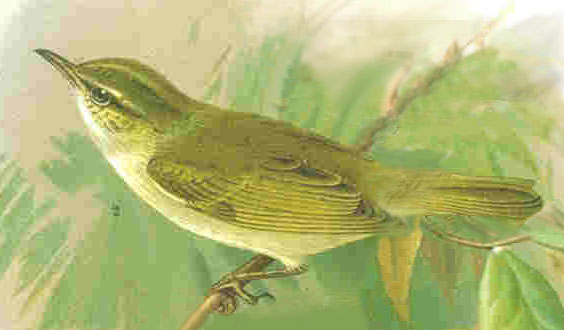